# Бахшайыш (ковёр)
«Бахшайыш» (азерб. Bəxşayş) — азербайджанские ковры, относящиеся к тебризскому типу. Своё название получили от посёлка (ныне — город) Бахшайыш, находящегося в 70 километрах северо-восточнее Тебриза. До недавнего прошлого этот посёлок был центром производства бытовых предметов ковровой выделки, в том числе чувалов, попон, чулов, джурабов, а также безворсовых ковров килима и паласа.

## Художественный анализ
Серединное поле ковров «Бахшайыш» обычно бывает с гладким фоном. В прошлом фон ткался из верблюжьей шерсти. Однако, начиная со второй половины XIX века фон приобретает другой цвет — синий или бордо. Общее поле ковра и гёль, находящийся в центре серединного поля, строго пропорциональны. Искусствовед Лятиф Керимов отмечает, что это придаёт композиции уравновешенность и компактность. Углы серединного поля и серединная кайма, составляющая центр бордюрной полосы, украшены узкими диагональными полосками. На Апшеронском полуострове эти полоски называются «Шарлама» или «Шалнума».
В художественном отношении ковёр «Бахшайыш» сходен с коврами «Хиля» и «Сураханы», входящими в Бакинскую группу. Лятиф Керимов полагал, что общая композиция ковра «Бахшайыш» заимствована с шерстяных тканей Индии тирме.

## Технические особенности
Формат и размеры ковров «Бахшайыш» различный. Наиболее популярны ковры «беш черек-едди черек» (125×200 см). Плотность узлов такая же, как у карабахских ковров. Иногда по особому заказу производятся ковры тонкого тканья.